# Le Poids des mensonges
Pour plus de détails, voir Fiche technique et Distribution.
Le Poids des mensonges est un téléfilm français réalisé par Serge Meynard et diffusé sur France 2 le 8 décembre 2017.

## Synopsis
Mathieu et Émilie Ricoeur mènent une existence paisible en compagnie de leur jeune fils Arthur. Mais un jour, Emilie est fauchée et tuée par un chauffard devant la maison de ses parents. Horrifié par son geste, le conducteur, qui a pris la fuite, met fin à ses jours la nuit suivante, non sans avoir avoué à Luisa Castelli, sa sœur aînée, les raisons de son geste.
Deux années plus tard, les collègues de travail d’Émilie organisent une petite cérémonie du souvenir en sa mémoire. Luisa, rongée par le remords familial et détenant seule la vérité sur l'accident, est présente ainsi que Mathieu Ricoeur. Tous deux tombent rapidement amoureux l'un de l'autre et décident de faire leur vie ensemble, d'autant qu'Arthur adopte instantanément Luisa, ce qui est loin d'être le cas pour le reste de la famille de Mathieu et celle d’Émilie. Luisa s'installe malgré tout dans sa nouvelle vie, aux petits soins pour Arthur qu'elle considère comme son propre fils, mais ne se résigne pas à livrer son terrible secret et avouer à Mathieu qu'elle est la sœur de celui qui a tué sa femme.
Lors d'une fête donnée à son école, le petit Arthur disparaît brusquement. L'enquête de police est confiée au commandant Sophie Colbert, qui soupçonne Luisa d'avoir organisé un enlèvement. Celle-ci se retrouve rapidement seule à devoir se défendre, d'autant que sous la pression des événements, elle a du dire la vérité à Mathieu sur l'implication de son frère dans la mort d’Émilie, ce qui a placé le couple dans une profonde crise.
Informée des faits, le Commandant Sophie Colbert demande à expertiser la voiture du frère de Luisa, que celle-ci conservait dissimulée dans un garage depuis l'accident. Cette expertise va mettre en brèche les circonstances officielles de la mort d’Émilie et orienter l'enquête sur la disparition d'Arthur dans une tout autre direction.

## Fiche technique
- Titre original : Le Poids des mensonges
- Réalisation : Serge Meynard
- Scénario : Elsa Marpeau d'après le roman de Patricia MacDonald
- Musique : Christophe Marejano
- Photographie : Dominique Bouilleret
- Production : Mathilde Muffang
- Pays d’origine :  France
- Langue : français
- Genre : policier
- Année de production : 2017
- Date de diffusion : 8 décembre 2017

## Distribution
- Sara Martins : Luisa Castelli
- Thierry Godard : Mathieu Ricoeur
- Anne Suarez : Sophie Colbert, Commandante de Police
- Michèle Moretti : Marthe Ricoeur, mère de Mathieu
- Christian Rauth : Philippe Berger, père d'Émilie
- Felix Simon-Caron : Arthur Ricoeur, fils de Mathieu et Émilie
- Julien Ledet : Tom, cousin d'Arthur
- Marie Boitel : Paule Berger, mère d'Émilie
- Nicolas Cornille : Jérémy Berger, frère d'Émilie
- Céline Cuignet : Hélène Ricoeur, sœur de Mathieu
- Chloé André : Émilie Ricoeur
- Assouma Sow : Fatou, amie de Luisa
- Nicolas Ousmane : Paolo Castelli, frère de Luisa
- Philippe Wolczek : Instituteur d'Arthur
- Julien Emirian : Conseiller Pôle Emploi
- Samir Arab : Surveillant à l'école d'Arthur
- Jack Claudany : Commissaire
- Jacques Herlin : Policier
- Stéphane Pezerat : Policier
- Willy Lesaffre : Policier
- François Godart : Mari de Sophie Colbert
- Nicolas Bigotte : Collègue d'Émilie Ricoeur
- Marie-José Billet : Propriétaire de la maison d'hôtes
- Emmanuel Rausenberger : Médecin de Jérémy à l'hôpital

## Accueil critique

### Prix
- Festival Polar de Cognac 2017 : Prix Polar du meilleur film unitaire français ou francophone de télévision[1]

### Critiques
Moustique estime que « les ressorts dramatiques, certes bien menés, et les thématiques de ce polar sont somme toute très classiques - le téléspectateur ne tarde pas à comprendre ce dont il retourne ». Le magazine belge salue cependant la prestation de Sara Martins, « peut-être pas suffisamment reconnue ».